# Lindsay Burdge
Lindsay Burdge (Pasadena, 27 de julho de 1984) uma atriz e produtora cinematográfica norte-americana.